# Leichtathletik-Europameisterschaften 1998/Kugelstoßen der Männer

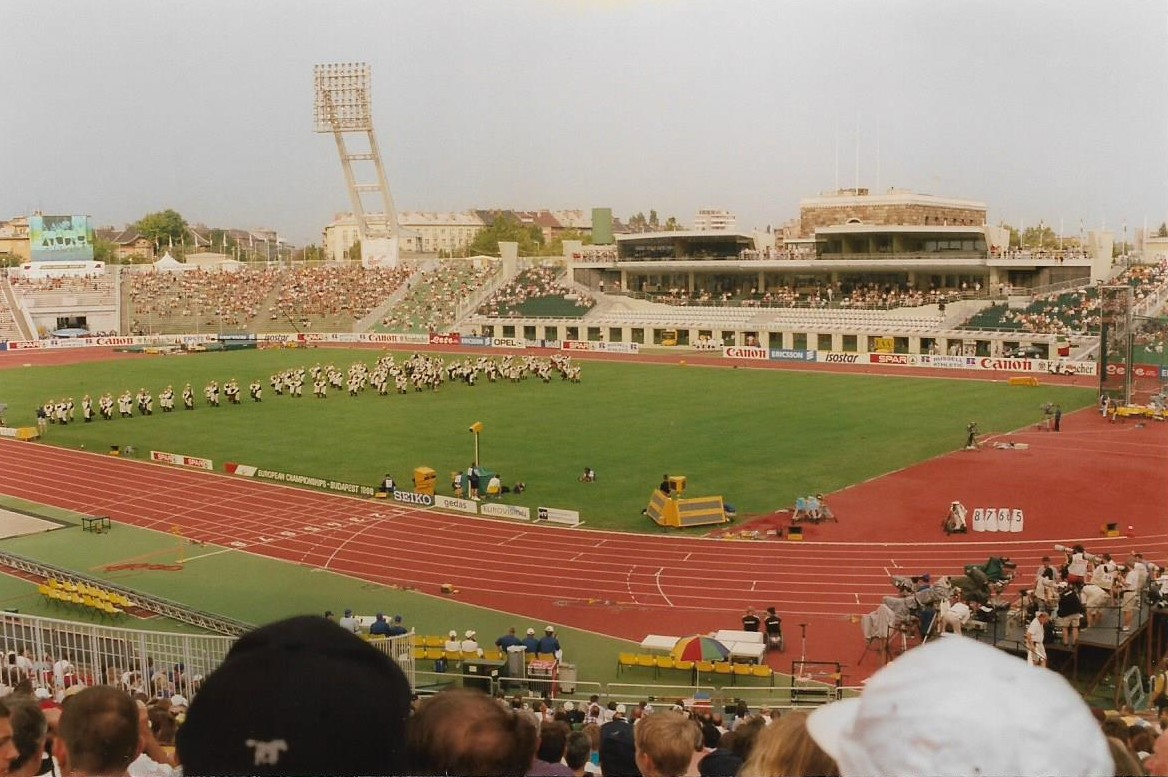
Das Népstadion von Budapest im Jahr 1998

Das Kugelstoßen der Männer bei den Leichtathletik-Europameisterschaften 1998 wurde am 18. August 1998 im Népstadion der ungarischen Hauptstadt Budapest ausgetragen. Qualifikation und Finale fanden am selben Tag statt.
In diesem Wettbewerb errangen die ukrainischen Kugelstoßer mit Gold und Bronze zwei Medaillen. Europameister wurde der Olympiadritte von 1996 und Vizeeuropameister von 1994 Oleksandr Bahatsch. Er gewann vor dem deutschen Vizeweltmeister von 1997 Oliver-Sven Buder. Bronze ging an Jurij Bilonoh.

## Bestehende Rekorde
| Weltrekord           | 23,12 m | Randy Barnes   | Los Angeles, USA             | 20. Mai 1990    |
| Europarekord         | 23,06 m | Ulf Timmermann | Chania – Kreta, Griechenland | 22. Mai 1988    |
| Meisterschaftsrekord | 22,22 m | Werner Günthör | EM Stuttgart, Deutschland    | 28. August 1986 |

Der bestehende EM-Rekord wurde bei diesen Europameisterschaften nicht erreicht. Die größte Weite erzielte der ukrainische Europameister Oleksandr Bahatsch im Finale mit 21,17 m in seinem sechsten Versuch, womit er 1,05 m unter dem Rekord blieb. Zum Europarekord fehlten ihm 1,89 m, zum Weltrekord 1,95 m.

## Legende
Kurze Übersicht zur Bedeutung der Symbolik – so üblicherweise auch in sonstigen Veröffentlichungen verwendet:
| NM  | keine Weite (no mark) |
| ogV | ohne gültigen Versuch |
| x   | ungültig              |

## Qualifikation
18. August 1998
28 Wettbewerber traten in zwei Gruppen zur Qualifikationsrunde an. Drei von ihnen (hellblau unterlegt) übertrafen die Qualifikationsweite für den direkten Finaleinzug von 20,00 m. Damit war die Mindestzahl von zwölf Finalteilnehmern nicht erreicht. Das Finalfeld wurde mit den neun nächstplatzierten Sportlern (hellgrün unterlegt) auf zwölf Kugelstoßer aufgefüllt. So reichten für die Finalteilnahme schließlich 19,20 m.

### Gruppe A
| Platz | Name              | Nation         | Weite (m) |
| ----- | ----------------- | -------------- | --------- |
| 1     | Oliver-Sven Buder | Deutschland    | 20,33     |
| 2     | Jurij Bilonoh     | Ukraine        | 19,76     |
| 3     | Arsi Harju        | Finnland       | 19,76     |
| 4     | Paolo Dal Soglio  | Italien        | 19,75     |
| 5     | Gheorghe Gușet    | Rumänien       | 19,32     |
| 6     | Timo Aaltonen     | Finnland       | 19,28     |
| 7     | Fernando Alves    | Portugal       | 19,20     |
| 8     | Oliver Dück       | Deutschland    | 19,12     |
| 9     | Pavol Pankúch     | Slowakei       | 18,95     |
| 10    | Henrik Wennberg   | Schweden       | 18,48     |
| 11    | Pétur Guðmundsson | Island         | 17,89     |
| NM    | Stéphane Vial     | Frankreich     | ogV       |
| NM    | Viktor Bulat      | Belarus        | ogV       |
| NM    | Mark Proctor      | Großbritannien | ogV       |

### Gruppe B

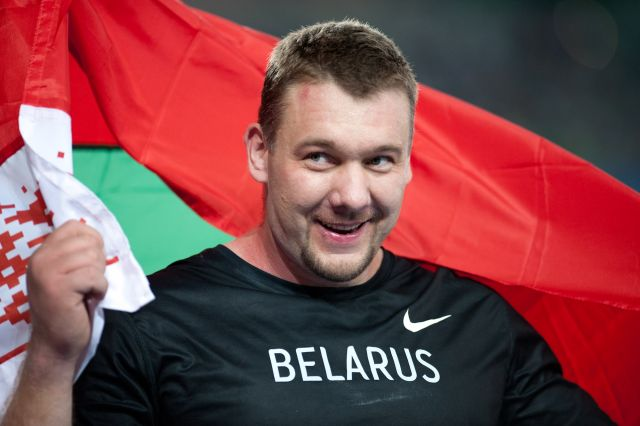
Andrej Michnewitsch schied mit 18,88 m in der Qualifikation aus

| Platz | Name                | Nation         | Weite (m) |
| ----- | ------------------- | -------------- | --------- |
| 1     | Oleksandr Bahatsch  | Ukraine        | 20,47     |
| 2     | Dragan Perić        | BR Jugoslawien | 20,44     |
| 3     | Mika Halvari        | Finnland       | 19,76     |
| 4     | Manuel Martínez     | Spanien        | 19,54     |
| 5     | Michael Mertens     | Deutschland    | 19,28     |
| 6     | Wassilij Wirastjuk  | Ukraine        | 19,15     |
| 7     | Attila Pintér       | Ungarn         | 18,94     |
| 8     | Andrej Michnewitsch | Belarus        | 18,88     |
| 9     | Corrado Fantini     | Italien        | 18,64     |
| 10    | Mikuláš Konopka     | Slowakei       | 18,63     |
| 11    | Saulius Kleiza      | Litauen        | 18,57     |
| 12    | Milan Haborák       | Slowakei       | 18,10     |
| 13    | Shaun Pickering     | Großbritannien | 17,80     |
| NM    | Sören Tallhem       | Schweden       | ogV       |

## Finale

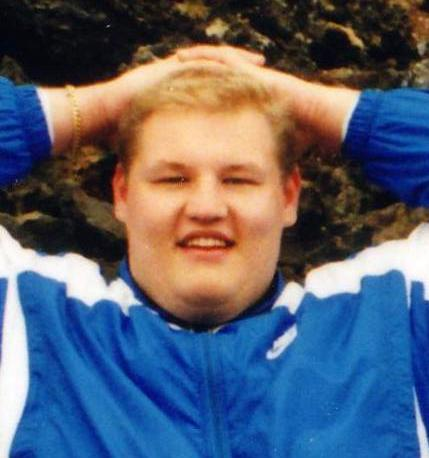
Mika Halvari belegte im Finale Rang sechs

18. August 1998
| Platz | Name               | Nation         | Resultat (m) | 1. Versuch (m) | 2. Versuch (m) | 3. Versuch (m) | 4. Versuch (m)                           | 5. Versuch (m)                           | 6. Versuch (m)                           |
| 1     | Oleksandr Bahatsch | Ukraine        | 21,17        | 20,02          | 20,26          | 20,99          | 20,98                                    | 21,10                                    | 21,17                                    |
| 2     | Oliver-Sven Buder  | Deutschland    | 20,98        | 20,47          | 20,69          | 20,55          | 20,44                                    | 20,98                                    | 20,82                                    |
| 3     | Jurij Bilonoh      | Ukraine        | 20,,92       | 20,05          | 20,31          | 20,45          | x                                        | 20,45                                    | 20,92                                    |
| 4     | Dragan Perić       | BR Jugoslawien | 20,65        | 20,28          | 20,46          | x              | 20,37                                    | x                                        | 20,65                                    |
| 5     | Paolo Dal Soglio   | Italien        | 20,50        | 19,91          | 20,50          | x              | x                                        | 19,45                                    | x                                        |
| 6     | Mika Halvari       | Finnland       | 20,33        | 19,91          | 20,29          | 20,33          | 19,64                                    | 20,14                                    | 19,94                                    |
| 7     | Manuel Martínez    | Spanien        | 20,02        | 20,02          | 19,21          | 19,35          | 18,50                                    | 19,23                                    | x                                        |
| 8     | Michael Mertens    | Deutschland    | 19,67        | 19,45          | 19,25          | 19,67          | 19,21                                    | 19,37                                    | 19,38                                    |
| 9     | Arsi Harju         | Finnland       | 19,54        | 19,54          | 19,33          | x              | nicht im Finale der besten acht Athleten | nicht im Finale der besten acht Athleten | nicht im Finale der besten acht Athleten |
| 10    | Gheorghe Gușet     | Rumänien       | 18,87        | 18,68          | 18,87          | 18,73          | nicht im Finale der besten acht Athleten | nicht im Finale der besten acht Athleten | nicht im Finale der besten acht Athleten |
| 11    | Fernando Alves     | Portugal       | 18,84        | 18,84          | x              | 18,54          | nicht im Finale der besten acht Athleten | nicht im Finale der besten acht Athleten | nicht im Finale der besten acht Athleten |
| 12    | Timo Aaltonen      | Finnland       | 18,59        | 18,03          | 18,27          | 18,59          | nicht im Finale der besten acht Athleten | nicht im Finale der besten acht Athleten | nicht im Finale der besten acht Athleten |

## Videolinks
- Shot Put Bagach European Champs 1998, youtube.com, abgerufen am 9. Januar 2023
- Oliver-Sven Buder (Germany) shot put 1998 European Championships Budapest, youtube.com, abgerufen am 9. Januar 2023
- Shot Put Belonog European Champs 1998, youtube.com, abgerufen am 9. Januar 2023